# Auflösung des Arbeitsverhältnisses (Deutschland)
Das Kündigungsschutzgesetz (KSchG) dient in erster Linie dem Schutz der Arbeitsplätze (Bestandsschutz). Dieser Grundsatz wird gesetzlich durch die Möglichkeit der Auflösung eines Arbeitsverhältnisses durch ein Urteil des Arbeitsgerichts (ArbG) nach Maßgabe der §§ 9, 10, 14 KSchG durchbrochen (faktisch vielfach durch Abfindungsvergleiche). Ein Auflösungsurteil ist nur unter bestimmten Voraussetzungen möglich und kommt rechtstatsächlich nur in den eher seltenen Fällen zum Zuge, dass die Parteien sich nicht auf eine Beendigung des Arbeitsverhältnisses einigen. Dem Arbeitnehmer kann der gesetzliche Weg als taktisches Mittel dienen, sich vom Arbeitgeber gegen Abfindung zu trennen. Dem Arbeitgeber kann es dazu dienen, sich vom Arbeitnehmer, der nicht einvernehmlich gehen will, zu trennen, obwohl eine ausgesprochene Kündigung unwirksam ist.

## Überblick
Ist eine ordentliche Kündigung nach dem KSchG sozialwidrig – ist die Kündigung also unwirksam und besteht das Arbeitsverhältnis eigentlich fort –, kann
- ein Arbeitnehmer nach § 9 Abs. 1 Satz 1 KSchG beim Arbeitsgericht (oder Landesarbeitsgericht) die Auflösung des Arbeitsverhältnisses gegen Festsetzung der Zahlung einer Abfindung durch das Gericht beantragen, wenn dem Arbeitnehmer die Fortsetzung des Arbeitsverhältnisses nicht mehr „zumutbar“ ist.
- Ebenso kann der Arbeitgeber nach § 9 Abs. 1 Satz 2 KSchG dasselbe beantragen, wenn „eine den Betriebszwecken dienliche Zusammenarbeit“ nicht mehr zu erwarten ist; im Fall leitender Angestellter im Sinne des § 14 Abs. 2 KSchG auch ohne Begründung.

Im Fall einer außerordentlichen Kündigung kann nur der Arbeitnehmer einen Auflösungsantrag stellen (§ 13 Abs. 1 Satz 3 KSchG).

## Anwendungsbereich
- Ein Auflösungsantrag kann nur im Rahmen eines Kündigungsschutzprozesses gestellt werden.
- Ein Auflösungsantrag scheidet aus, wenn der Arbeitnehmer gegen eine ordentliche bzw. außerordentliche Kündigung nicht innerhalb der Dreiwochenfrist der §§ 4, 7 KSchG bzw. §§ 4, 7, 13 KSchG Klage erhoben hat oder diese nach § 5 KSchG nachträglich zugelassen oder nach § 6 KSchG noch nachträglich angegriffen werden – weil ansonsten die Kündigung als wirksam gilt.
- Ein Auflösungsantrag setzt die Anwendbarkeit des KSchG nach den §§ 1, 23 KSchG voraus.
- Es muss sich um die Kündigung eines Arbeitsverhältnisses handeln. Auf Berufsausbildungsverhältnisse sind die §§ 9, 13 KSchG nicht anwendbar.
- Es muss um eine Beendigungskündigung gehen. Eine Änderungskündigung, die unter Vorbehalt angenommen worden ist, fällt nicht unter § 9 KSchG, eine Änderungskündigung, die nicht unter Vorbehalt angenommen worden ist, fällt unter § 9 KSchG.
- § 9 Abs. 1 Satz 2 KSchG (d. h. die Auflösung auf Antrag des Arbeitgebers) ist unmittelbar oder analog weder anwendbar auf eine arbeitgeberseitige außerordentliche fristlose Kündigung[1] noch auf eine außerordentliche Kündigung „mit sozialer Auslauffrist“[2].

## Antrag des Arbeitnehmers, § 9 Abs. 1 Satz 1 KSchG

### Zulässigkeit
Auflösungsantrag
Ein Auflösungsurteil kann nur auf einen Auflösungsantrag hin ergehen. Ein vorsorglicher Antrag nach § 12 KSchG ist unschädlich. Ebenso, dass evtl. der Arbeitnehmer schon eine neue Stelle hat. Hat der Arbeitgeber sowohl eine außerordentliche als auch eine ordentliche Kündigung ausgesprochen, kann der Arbeitnehmer seinen Auflösungsantrag wahlweise auf die eine oder andere Kündigung beziehen. Der Antrag kann bis zum Zeitpunkt der letzten mündlichen Verhandlung vor dem Landesarbeitsgericht gestellt (§ 9 Abs. 1 Satz 3 ArbGG) und auch wieder (ohne dass der Arbeitgeber einwilligen müsste) zurückgenommen werden.
Beispiel: es wird beantragt, das Arbeitsverhältnis gemäß §§ 9, 10 KSchG ab dem … aufzulösen und die Beklagte zu verurteilen, an den Kläger eine Abfindung i.H.v. x EURO nebst Zinsen in Höhe von 5 Prozentpunkten über dem Basiszinssatz ab Rechtskraft des Abfindungsurteils zu zahlen.
Rechtsschutzbedürfnis
Ein Auflösungsantrag kann auch dann aufrechterhalten oder erstmals gestellt werden, wenn der Arbeitgeber eine Kündigung zurücknimmt. Die Rücknahme der Kündigung lässt also nicht das Rechtsschutzbedürfnis für den Auflösungsantrag entfallen.

### Begründetheit
Sozialwidrigkeit der Kündigung
Die Kündigung muss unwirksam sein. Im Fall einer ordentlichen Kündigung muss sie sozialwidrig nach dem § 1 KSchG sein. Die Sozialwidrigkeit muss positiv festgestellt werden. Es reicht nicht aus, dass die Kündigung aus anderen Gründen unwirksam ist. Im Fall der außerordentlichen Kündigung (§ 9 Abs. 1 Satz 1 KSchG i.v.m. § 13 Abs. 1 Satz 3 KSchG) muss die Kündigung nach § 626 BGB oder nach § 138 BGB unwirksam sein.
Die Kündigung muss nicht nur sozialwidrig sein (bzw. nur unwirksam nach den §§ 626, 138 BGB). Anders als bei dem arbeitgeberseitigen Auflösungsantrag ist es unschädlich, dass eine Kündigung noch aus anderen Gründen unwirksam ist.
Unzumutbarkeit
Die Fortsetzung des Arbeitsverhältnisses muss für den Arbeitnehmer „unzumutbar“ sein.
Unzumutbarkeit im Sinne des § 9 Abs. 1 Satz 1 KSchG ist mehr als eine Sozialwidrigkeit nach § 1 KSchG: „Dafür [für die Unzumutbarkeit] … genügt nicht allein die Sozialwidrigkeit der Kündigung. Es bedarf vielmehr zusätzlicher, vom Arbeitnehmer darzulegender Umstände. Diese müssen im Zusammenhang mit der Kündigung oder doch dem Kündigungsschutzprozess stehen.“. Die Fortsetzung des Arbeitsverhältnisses ist mit anderen Worten dem Arbeitnehmer nicht schon deshalb unzumutbar, weil die Kündigung nach § 1 KSchG unwirksam ist.
Unzumutbarkeit im Sinne des § 9 Abs. 1 Satz 1 KSchG ist etwas anderes als eine Unzumutbarkeit im Sinne § 626 Abs. 1 BGB: „Für die Auflösung eines durch eine sozialwidrige Kündigung nicht beendeten Arbeitsverhältnisses durch Urteil muss kein wichtiger Grund i.S.v. § 626 Abs 1 BGB vorliegen, der dem Arbeitnehmer die Fortsetzung des Arbeitsverhältnisses selbst bis zum Ablauf der Kündigungsfrist unzumutbar machen würde. Es reicht aus, dass ihm die Fortsetzung des Arbeitsverhältnisses auf unbestimmte Dauer unzumutbar ist.“.
Da das KSchG nach dem gesetzlichen Anspruch dem Bestandsschutz und nur ausnahmsweise seiner Kapitalisierung dient, ist der Auflösungsantrag eines Arbeitnehmers kein „Selbstläufer“. Letztlich kommt es auf den Einzelfall (und auf die jeweiligen Richter an).
Für sich allein nicht ausreichend sind
- die Unwirksamkeit, die Sozialwidrigkeit der Kündigung;
- der Umstand, dass ein Kündigungsschutzprozess geführt werden musste;
- unterschiedliche Auffassungen über Rechtsfragen;
- dass der Arbeitnehmer eine neue Stelle hat;
- Auflösungsgründe, die der Arbeitnehmer selbst verursacht hat;
- eine erneute Kündigung des Arbeitgebers nach erstinstanzlichen Verlust eines Kündigungsschutzprozess[7].

Gesichtspunkte, die im Einzelfall für eine Auflösung sprechen, können sein:
- das Verhalten des Arbeitgebers während des Prozesses: „Dies kann etwa der Fall sein, wenn durch unzutreffende, ehrverletzende Behauptungen des Arbeitgebers über die Person oder das Verhalten des Arbeitnehmers das Vertrauensverhältnis zwischen den Arbeitsvertragsparteien unheilbar zerrüttet ist oder das Kündigungsschutzverfahren über eine offensichtlich sozialwidrige Kündigung seitens des Arbeitgebers mit einer derartigen Schärfe geführt worden ist, dass der Arbeitnehmer mit einem schikanösen Verhalten des Arbeitgebers und der anderen Mitarbeiter rechnen muß, wenn er in den Betrieb zurückkehrt.“[8].
- anderweitige Beendigung des Arbeitsverhältnisses: „Es trifft zu, dass bei der Gewichtung der Auflösungsgründe und bei Bestimmung der Höhe der festzusetzenden Abfindung die – vom Auflösungszeitpunkt gesehen: voraussichtliche weitere – Dauer des Arbeitsverhältnisses zu berücksichtigen ist. Ob und mit welchem Gewicht dieser Gesichtspunkt in die Waagschale fällt, ist eine Frage des Einzelfalles.“[9].
- Loswerdenwollen um jeden Preis: „Das Arbeitsverhältnis kann ferner aufzulösen sein, wenn feststeht, dass sich der Arbeitgeber ungeachtet der im Kündigungsschutzprozess vertretenen Rechtsauffassung des Gerichts auf jeden Fall von ihm trennen will und offensichtlich beabsichtigt, mit derselben oder einer beliebigen anderen Begründung solange Kündigungen auszusprechen, bis er sein Ziel erreicht hat.“[10]
- leichtfertiger Vorwurf von Straftaten: „Eine Unzumutbarkeit der Fortsetzung des Arbeitsverhältnisses und damit ein Auflösungsgrund im Sinne des § 9 Abs 1 S 1 KSchG kann gegeben sein, wenn der Arbeitgeber leichtfertig und ohne Vorhandensein objektiver Tatsachen einen Arbeitnehmer verdächtigt (auch während des Kündigungsschutzprozesses), eine Straftat begangen zu haben.“[11]

maßgeblicher Zeitpunkt
Die Unzumutbarkeit ist regelmäßig zum Zeitpunkt der gerichtlichen Entscheidung zu beurteilen. Ausnahmsweise ist auf einen rückwärtigen Termin abzustellen, wenn der Auflösungszeitpunkt in der Vergangenheit liegt und das Arbeitsverhältnis danach aus anderen Gründen geendet hat.

## Antrag des Arbeitgebers, § 9 Abs. 1 Satz 2 KSchG

### Anwendungsbereich
nur bei ordentlicher Kündigung
Ein Auflösungsantrag des Arbeitgebers ist nur im Fall einer ordentlichen Kündigung statthaft und sei diese nur hilfsweise ausgesprochen oder durch Umdeutung einer außerordentlichen Kündigung gewonnen. Eine außerordentliche Kündigung „mit sozialer Auslauffrist“ eröffnet nicht die Möglichkeit einer arbeitgeberseitigen Auflösung.
Bestehen des Arbeitsverhältnisses zum Auflösungszeitpunkt
Das Arbeitsverhältnis muss zum beantragten Auflösungszeitpunkt, nicht aber zum Zeitpunkt der gerichtlichen Auflösungsentscheidung bestehen.

### Zulässigkeit
Notwendigkeit der Sozialwidrigkeit und des Fehlens der Verletzung einer Schutznorm zugunsten des Arbeitnehmers
Der Auflösungsantrag des Arbeitgebers ist abzuweisen, wenn die Kündigung nicht sozialwidrig ist oder zwar sozialwidrig ist, jedoch noch gegen andere Unwirksamkeitsgründe verstößt, die Schutznormen zugunsten des Arbeitnehmers sind: „Lediglich im Fall, dass die Norm, aus der der Arbeitnehmer die Unwirksamkeit der Kündigung neben der Sozialwidrigkeit herleitet, nicht den Zweck verfolgt, ihm einen zusätzlichen Schutz zu verschaffen, sondern allein der Wahrung der Interessen Dritter dient, steht die sich daraus ergebende Unwirksamkeit der Kündigung dem Auflösungsantrag des Arbeitgebers nicht entgegen.“. „Beruft sich der Arbeitnehmer gegenüber einem Auflösungsantrag des Arbeitgebers auf die Unwirksamkeit der Kündigung aus anderen Gründen als dem der Sozialwidrigkeit, setzt dies allerdings voraus, dass die Unwirksamkeit Folge eines Verstoßes gegen eine Schutznorm zu Gunsten des Arbeitnehmers ist. Sonst besteht kein Grund, dem Arbeitgeber die Vergünstigung eines Auflösungsantrages nach § 9 KSchG bei sozialwidriger Kündigung zu verwehren“.
Das BAG schwankt in der Zuordnung dieses Erfordernisses: zum Teil wird der Auflösungsantrag bei Fehlen als „unzulässig“
zum Teil als „unbegründet“ angesehen.

### Begründetheit
Normalfall
„Nach § 9 Abs. 1 Satz 2 KSchG hat das Gericht nach erfolgreicher Kündigungsschutzklage auf Antrag des Arbeitgebers das Arbeitsverhältnis aufzulösen, wenn Gründe vorliegen, die eine den Betriebszwecken dienliche weitere Zusammenarbeit zwischen Arbeitgeber und Arbeitnehmer nicht erwarten lassen. Die nach Auffassung des Arbeitgebers maßgeblichen Gründe sind von ihm im Prozess vorzutragen und – falls bestritten – zu beweisen. Eine Auflösung des Arbeitsverhältnisses kommt nach der Konzeption des Gesetzes nur ausnahmsweise in Betracht. Dass allerdings auch die während des Kündigungsschutzprozesses auftretenden Spannungen die Fortsetzung des Arbeitsverhältnisses sinnlos erscheinen lassen können, ist dem Gesetz nicht fremd“
- Auflösungsgründe können demnach sein:

„Auflösungsgründe für den Arbeitgeber gem. § 9 Abs. 1 Satz 2 KSchG können solche Umstände sein, die das persönliche Verhältnis zum Arbeitnehmer, die Wertung seiner Persönlichkeit, seiner Leistung oder seiner Eignung für die ihm gestellten Aufgaben und sein Verhältnis zu den übrigen Mitarbeitern betreffen. Die Gründe, die eine den Betriebszwecken dienliche weitere Zusammenarbeit zwischen den Vertragspartnern nicht erwarten lassen, müssen nicht im Verhalten, insbesondere nicht im schuldhaften Verhalten des Arbeitnehmers liegen. Vielmehr kommt es darauf an, ob die objektive Lage beim Schluss der mündlichen Verhandlung in der Tatsacheninstanz beim Arbeitgeber die Besorgnis aufkommen lassen kann, dass die weitere Zusammenarbeit mit dem Arbeitnehmer gefährdet ist (…). Als Auflösungsgrund geeignet sind danach etwa Beleidigungen, sonstige ehrverletzende Äußerungen oder persönliche Angriffe des Arbeitnehmers gegen den Arbeitgeber, Vorgesetzte oder Kollegen. Auch das Verhalten eines Prozessbevollmächtigten des Arbeitnehmers im Kündigungsschutzprozess kann die Auflösung des Arbeitsverhältnisses bedingen. Dies gilt für vom Arbeitnehmer nicht veranlasste Erklärungen des Prozessbevollmächtigten jedenfalls dann, wenn er sich diese zu eigen macht und sich auch nachträglich nicht von ihnen distanziert“.
Ein typischer Anwaltsfehler im Kündigungsschutzprozess ist es, „auf die Pauke zu hauen“ und damit dem Arbeitgeber eine Vorlage für einen Auflösungsantrag zu liefern. Arbeitgeber versuchen mitunter mit diesem Ziel, Arbeitnehmer(vertreter) bewusst zu provozieren, damit der Rechtsstreit eskaliert und das Gericht nur eine Zerrüttung der Arbeitsvertragsparteien feststellen kann. Das Prozessverhalten seines Prozessbevollmächtigten wird dem Arbeitnehmer als eigenes zugerechnet. „Dies gilt für vom Arbeitnehmer nicht veranlasste Erklärungen des Prozessbevollmächtigten jedenfalls dann, wenn der Arbeitnehmer sich diese zu eigen macht und sich auch nachträglich nicht von ihnen distanziert.“.
Sonderfallleitende Angestellte im Sinne des § 14 Abs. 2 KSchG
Gemäß § 14 Abs. 2 KSchG bedarf der Antrag des Arbeitgebers auf Auflösung des Arbeitsverhältnisses keiner Begründung, wenn der Kläger leitender Angestellter und zur selbständigen Einstellung und Entlassung von Arbeitnehmern berechtigt ist.
Der Begriff des leitenden Angestellten im Sinne des § 14 Abs. 2 KSchG unterscheidet sich von dem in § 5 Abs. 3 BetrVG. Ein Arbeitnehmer(vertreter) sollte auf Grund der Gefahr des § 14 Abs. 2 KSchG auch nicht sorglos streitlos stellen, dass der Arbeitnehmer „leitender Angestellter“ ist. Oft werden Arbeitnehmer im betrieblichen Alltag „Leitende“ genannt, die im Sinne des Gesetzes keine sind. Der Arbeitgeber ist für das Vorliegen der Voraussetzungen des § 14 Abs. 2 KSchG darlegungs- und beweispflichtig.

## Beiderseitige Auflösungsanträge
Stellt sowohl der Arbeitnehmer als auch der Arbeitgeber einen Auflösungsantrag (seltener Fall), so ist die Rechtslage umstritten. Das BAG lässt die Lösung bislang offen:
Haben beide Parteien einen Auflösungsantrag gestellt, so bestehen grundsätzlich drei Entscheidungsmöglichkeiten, wenn das Arbeitsgericht das Arbeitsverhältnis auflösen will:
- (A) Die Autoren, die auch bei beiderseitigem Auflösungsantrag in eine volle Nachprüfung der Auflösungsgründe eintreten wollen, sehen beide Auflösungsanträge als voneinander unabhängig an und prüfen vorrangig den Antrag des Arbeitnehmers als unechten Hilfsantrag und erst wenn sich dieser Antrag als unbegründet erweist, den echten Hilfsantrag des Arbeitgebers auf Auflösung des Arbeitsverhältnisses:
- (B) Geht man demgegenüber bei einem von beiden Parteien gestellten Auflösungsantrag ohne weiteres davon aus, dass ein Auflösungsgrund besteht, so liegt es näher, beide Auflösungsanträge für begründet zu halten und auf beide Anträge hin das Arbeitsverhältnis aufzulösen.
- (C) Eine dritte Möglichkeit ist, zuerst den Auflösungsantrag des Arbeitgebers zu prüfen und auf diesen hin das Arbeitsverhältnis aufzulösen, ohne auf den Auflösungsantrag des Arbeitnehmers einzugehen.

## Abfindungshöhe
Das Gericht hat unter Berücksichtigung des Normzwecks unter Wahrung der gesetzlichen Höchstgrenze nach seinem Ermessen die Höhe der Abfindung festzusetzen, ohne dabei an den Anträgen der Parteien gebunden zu sein.

### Normzweck der Abfindung
„Die Abfindung ist zwar nicht ausschließlich und vornehmlich ein Ersatz für den künftig eintretenden Verdienstausfall. Sie ist aber eine Entschädigung eigener Art für die Auflösung des Arbeitsverhältnisses (…). Sie soll einerseits den Arbeitgeber wegen der Unwirksamkeit der Kündigung belasten, andererseits aber auch dem Arbeitnehmer einen gewissen pauschalen Ausgleich für die Vermögens- und Nichtvermögensschäden gewähren, die sich aus dem Verlust des Arbeitsplatzes ergeben … und dient … auch dazu, dem Arbeitnehmer den Übergang in ein anderes Arbeitsverhältnis zu erleichtern, d. h. die in der Übergangszeit eintretenden Nachteile erträglicher zu gestalten. Die Gewährung einer Abfindung ist zwar nicht davon abhängig daß der Arbeitnehmer durch die Beendigung des Arbeitsverhältnisses einen Verdienstausfall erleidet, aber wenn das der Fall ist, dann ist dieser Umstand bei der Bemessung der Höhe der Abfindung durchaus zu berücksichtigen“.

### Gesetzliche Höchstgrenze (§ 10 KSchG)
Nach § 10 Abs. 1 KSchG darf eine Abfindung nur bis zu einem Betrag in Höhe von zwölf Monatseinkommen festgesetzt werden. „Monatseinkommen“ wird dabei in § 10 Abs. 3 KSchG definiert. Bei höherem Lebensalter (ab 50. Lebensjahr) ermöglicht § 10 Abs. 3 KSchG höhere Beträge (siehe das Gesetz). Ob § 10 Abs. 3 KSchG gegen das Verbot der Alters- (hier: der Jugend-) Diskriminierung verstößt, ist umstritten. Die herrschende Meinung hält sie für wirksam.

## Prozessuales
Im Zusammenhang mit dem Auflösungsantrag treten mitunter schwierige prozessuale Fragen der Rechtskraft usw. auf. Insofern ist die Fachliteratur zu konsultieren.